# 村川杏寿
村川 杏寿（むらかわ あんず、1995年6月3日 - ）は、日本のグラビアアイドル。兵庫県出身。SHOWROOMでのネット配信のほか、アイドルイベントへの出演や撮影会での活動を行っている。所属事務所はシンフォニア。

## 経歴
スカウトされ、2015年に芸能デビュー。トイレの内装が好きで、気に入ったものは写真に納めインスタグラムや情報サイトでのトイレ記事を書くなど、ライターとしても活動をしている。
2017年3月ヤンチャン学園kansaiオーディション合格、ヤンチャン学園kansaiの1期生として加入。担当カラーは緑。呼び名は「あんずもち」。
2018年12月2日卒業、同日Osaka RUIDOにて卒業ライブ。

## テレビ出演
- アイドルぷるルン! トラベラー（サンテレビ）
- エンタメ! ワンダーランド（サンテレビ）
- BULL ROCK.TV（サンテレビ）

## 作品

### DVD
- あんずの実（2016年7月、イーネット・フロンティア）
- 2nd DVD デカメロン（2016年12月、グラッソ）

### CD
- ヤンチャン学園 音楽部 『THE BEST』（2017年12月13日）
- ヤンチャン学園 kansai 『放課後 ノスタルジー c/w 絆』（2018年9月29日）